# Шафран жёлтый
Шафра́н жёлтый (лат. Crócus flávus) — клубнелуковичное травянистое многолетнее растение, вид рода Шафран (Crocus) семейства Ирисовые, или Касатиковые (Iridaceae).

## Распространение и экология
Встречается в Греции, Крыму, странах бывшей Югославии, Болгарии, Румынии. В лесах, на лугах, на высотах от уровня моря до 1200 м.

## Ботаническое описание
Клубнелуковица сплюснуто-шарообразная, диаметром 1,2—2 см. Оболочка перепончатая, разделяющаяся на вертикальные волокна, не распадающаяся на горизонтальные кольца.
Листья в числе 4—8, обычно 5, шириной около 1—4 мм, длиной 10—23 см, с чёткой белой полосой.
Цветок обычно один, иногда до четырёх, околоцветник тёмно-жёлтого цвета, рыльца жёлтые или светло-оранжевые.
Цветёт с февраля по апрель.
Набор хромосом: 2n = 8.

## Классификация

### Таксономия
Вид Шафран жёлтый входит в род Шафран (Crocus) подсемейства Шафрановые (Crocoideae) семейства Ирисовые (Iridaceae) порядка Спаржецветные (Asparagales).
|  |                                      |  |                                                             |                                                             |                    |  | ещё 24 семейства (согласно Системе APG II) | ещё 24 семейства (согласно Системе APG II)   |                                              |  |  |  | ещё около 30 родов | ещё около 30 родов |  |  |
|  |                                      |  |                                                             |                                                             |                    |  | ещё 24 семейства (согласно Системе APG II) | ещё 24 семейства (согласно Системе APG II)   |                                              |  |  |  | ещё около 30 родов | ещё около 30 родов |  |  |
|  |                                      |  |                                                             | порядок Спаржецветные                                       |                    |  |                                            |                                              | подсемейство Шафрановые                      |  |  |  |                    | вид Шафран жёлтый  |  |  |
|  |                                      |  |                                                             | порядок Спаржецветные                                       |                    |  |                                            |                                              | подсемейство Шафрановые                      |  |  |  |                    | вид Шафран жёлтый  |  |  |
|  | отдел Цветковые, или Покрытосеменные |  |                                                             |                                                             | семейство Ирисовые |  |                                            |                                              | род Шафран                                   |  |  |  |                    |                    |  |  |
|  | отдел Цветковые, или Покрытосеменные |  |                                                             |                                                             |                    |  |                                            |                                              |                                              |  |  |  |                    |                    |  |  |
|  |                                      |  | ещё 44 порядка цветковых растений (согласно Системе APG II) | ещё 44 порядка цветковых растений (согласно Системе APG II) |                    |  |                                            | ещё 4 подсемейства (согласно Системе APG II) | ещё 4 подсемейства (согласно Системе APG II) |  |  |  | ещё около 80 видов |                    |  |  |
|  |                                      |  |                                                             | ещё 44 порядка цветковых растений (согласно Системе APG II) |                    |  |                                            |                                              | ещё 4 подсемейства (согласно Системе APG II) |  |  |  |                    |                    |  |  |